# Internationaler Arbeitskreis für Bodenbewirtschaftung und Qualitätsmanagement im Weinbau

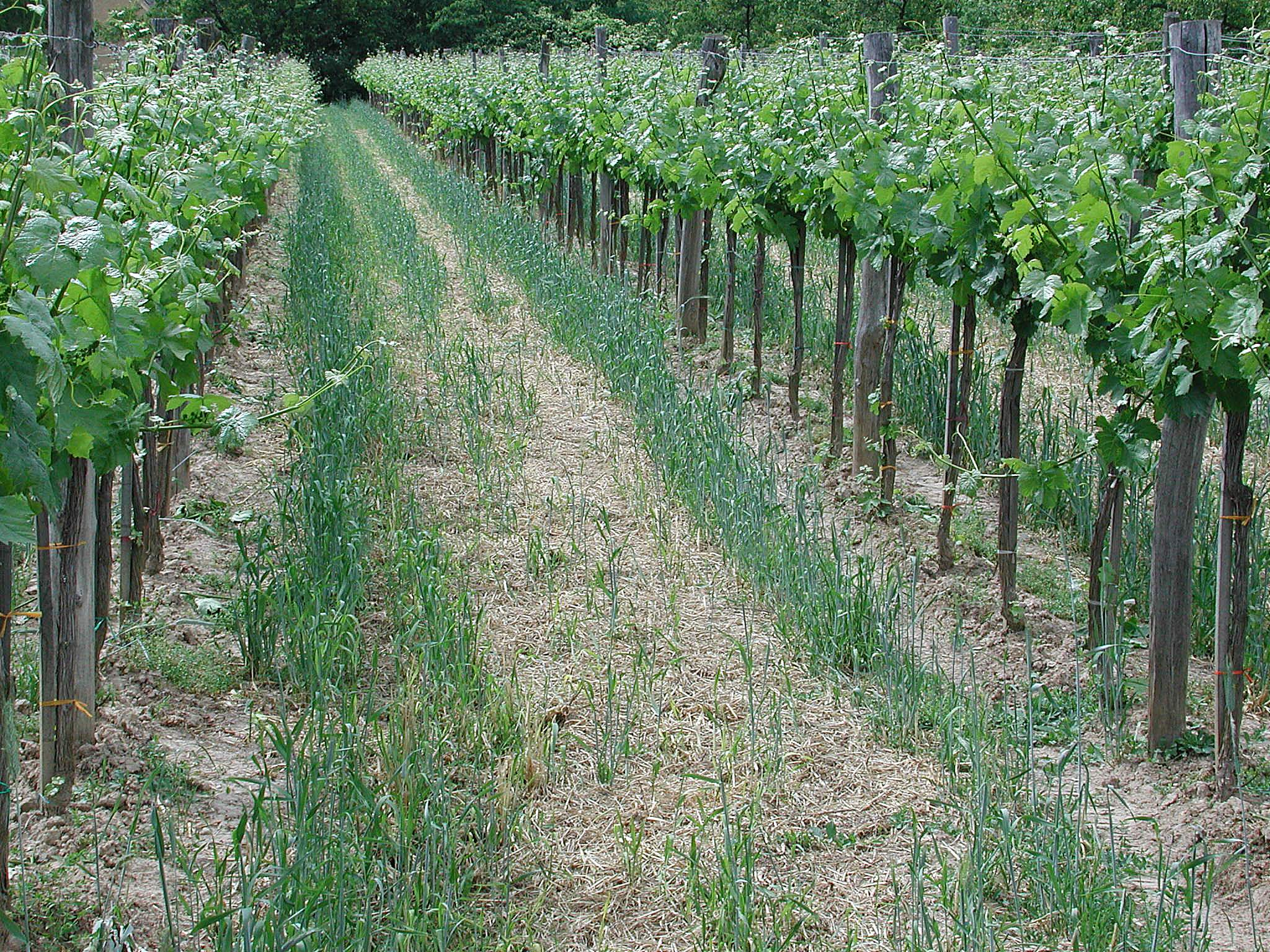
Begrünte Fahrgasse eines Weingartens

Der „Internationale Arbeitskreis für Begrünung im Weinbau“ (frühere Bezeichnung) wurde 1976 von Erich Homrighausen gegründet. Die ab 1976 lose Vereinigung wurde bei der konstituierenden Sitzung, am 31. August 1990 in Keszthely/Ungarn, als Verein eingetragen (D).
Dem Verein gehören Kollegen aus Weinbauversuchsanstalten, aber auch Praktiker aus 10 weinbautreibenden europäischen Ländern, an.
Der Name wurde 2005 auf „Internationaler Arbeitskreis für Bodenbewirtschaftung und Qualitätsmanagement im Weinbau“ geändert.

## Aufgabe, Ziele
Aktuelle Probleme der Bodenpflege diskutieren und zukunftsweisende qualitätsfördernde Verfahren der Bodenpflege aufzuzeigen. Dazu werden regelmäßig Kolloquien in verschiedenen Gebieten abgehalten.

## Themen
- Bodenbearbeitung und Bodenfruchtbarkeit
- Düngung und Bewässerung
- Verbesserung der Traubenqualität
- Stockmanagement und Weinbautechnik

Die Vorträge wurden in Tagungsbänden veröffentlicht. Ab dem XII. Kolloquium werden alle Referate inklusive der PP nur mehr auf der Homepage veröffentlicht. Zusätzlich erfolgen Veröffentlichungen in Fachzeitschriften.

## Vorsitzende

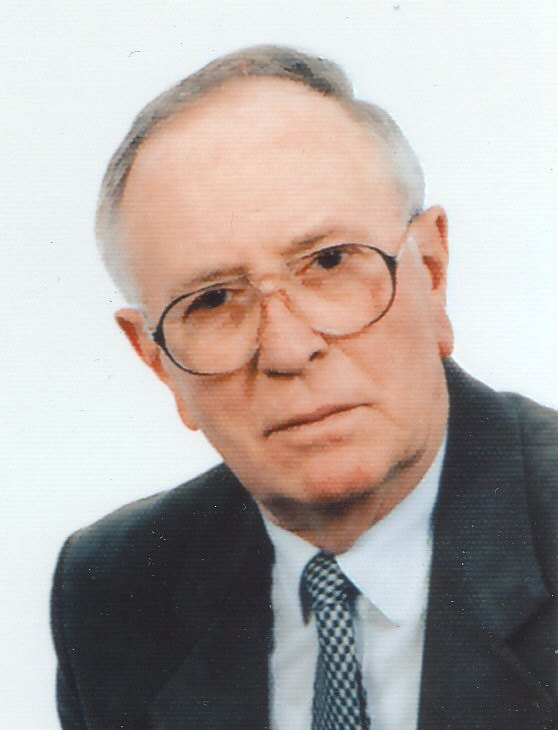
Erster Vorsitzender und Gründer des Arbeitskreises Erich Homrighausen

- Erich Homrighausen, Gießen 1976–1990
- Erwin Kadisch, langjähriger Direktor der Landes-Lehr- und Versuchsanstalt (LLVA) Bad Kreuznach 1990–1992
- Berthold Steinberg, Forschungsanstalt Geisenheim 1992–2005
- Arnold Schwab, Bayerische Landesanstalt für Weinbau und Gartenbau, Veitshöchheim 2005–2011
- Manfred Stoll, Hochschule Geisenheim University, Institut allgemeiner und ökologischer Weinbau ab 2011